# سیارک ۲۶۳۰۰
سیارک ۲۶۳۰۰ (به انگلیسی: 26300 Herbweiss، نامگذاری:1998ST134)۲۶۳۰۰مین سیارک کشف شده‌است که در ۲۶ سپتامبر ۱۹۹۸ کشف شد.